# 王仁雷
王仁雷（1970年4月—）圣名若望，天主教徐州教区第三任正权主教。

## 生平
1970年出生于山东济宁微山县的一个天主教家庭，1996年5月毕业于中国天主教神哲学院。1996年8月被刘元仁主教祝圣为神甫，之后任职于丰县，2005年1月被任命为天主教徐州教区副主教，协助钱余荣主教。2011年成为天主教徐州教区第三任正权主教。